# Udea turmalis
Udea turmalis là một loài bướm đêm trong họ Crambidae.